# Sebastian Kneipp

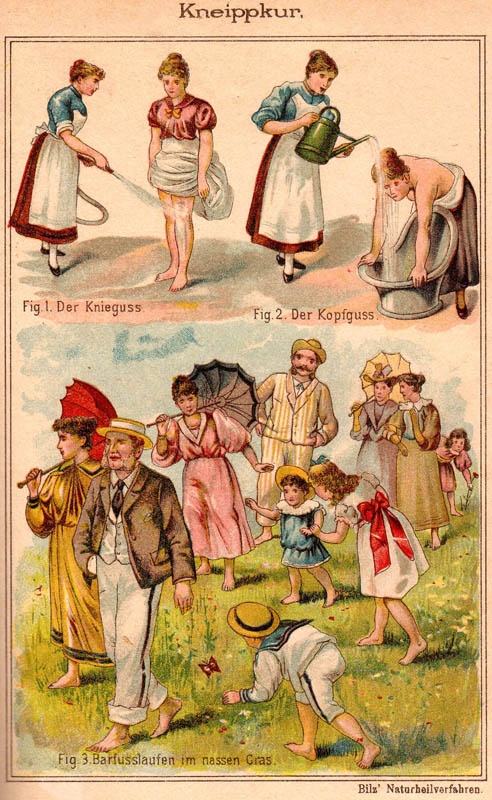
Ilustracja z 1894 obrazująca leczenie metodą księdza Kneippa

Sebastian Kneipp (ur. 17 maja 1821 w Stephansried, zm. 17 czerwca 1897 w Bad Wörishofen) – bawarski ksiądz katolicki i teolog, proboszcz z Wörishofen, zwolennik i propagator hydroterapii, urozmaiconej i pełnej diety oraz ziołolecznictwa. W swoich publikacjach i działalności zachęcał do podstawowych zabiegów higienicznych jak codzienne mycie całego ciała, mycie włosów, wieczorne zmywanie makijażu, użycie do mycia bieżącej wody, regularnego prania odzieży i bielizny, spacerowania, ćwiczeń fizycznych czy odpoczynku. Zmarł w wieku 76 lat, prawdopodobnie na raka.
Propagator stosowania podstawowych kosmetyków (np. mydła, olejów) oraz stosowania lnianej lub konopnej bielizny pod okryciem wierzchnim, którą można było częściej prać. Był jednym z pierwszych zalecających stosowanie podstawowych zabiegów higienicznych u dzieci. Zalecenia zawarł w książce Dziecko zdrowe i chore: Poradnik dla Matek i Ojców troskliwych (pol. wyd. 1892).

## Działalność
W młodości był czeladnikiem tkackim – praktykował w warsztacie ojca. W wieku 23 lat porzucił to zajęcie, by zostać księdzem i studiować teologię. Był spowiednikiem w klasztorze sióstr dominikanek. Będąc księdzem kontynuował studia teologiczne. Doszedł do godności prałata papieskiego, nadanej mu przez papieża Leona XIII w 1894.
W wieku 26 lat poważnie zachorował, a gdy miał 28 lat zdiagnozowano u niego gruźlicę płuc. Doświadczenie choroby skłoniło go do usystematyzowania metod leczenia wodą stosowanych w owym czasie, które opisał w książce Moje leczenie wodą (pol. wyd. 1923). Opisał metody m.in. Vincenta Priessnitza i J. H. Raussego (właściwie Heinricha Friedricha Franckego, 1805–1848). Mimo iż nie był lekarzem, udzielał porad w klasztorze. Wraz z towarzyszącym jego działalności rozgłosem w Wörishofen zaczęli pojawiać się ludzie szukający pomocy. Kneipp zorganizował w klasztornej pralni łaźnię, z czasem rozbudowaną do lecznicy, w wyniku czego Wörishofen stało się miejscowością uzdrowiskową. Na terenie Niemiec i w sąsiednich krajach powstały liczne zakłady leczące opisanymi przez Kneippa metodami.
Wynalazł kawę słodową (Kawa Kneippa), jest autorem receptury chleba ziarnistego (Chleb Kneippa) – produktów wytwarzanych do dzisiaj. Twórca i propagator bielizny z tkanin lnianych bądź konopnych, wkładanej pod wierzchnie okrycie (z wełny). Bieliznę taką łatwiej było utrzymać w czystości i mogła być częściej prana. Między innymi jemu zawdzięczamy wprowadzenie do codziennego życia najprostszych zabiegów higienicznych (codzienne mycie się, spacery, odpoczynek) oraz zasad właściwego odżywiania.
Jest autorem następujących książek:
- Moje leczenie wodą (niem. Meine Wasserkur, 1886)
- Tak żyć potrzeba (niem. So sollt ihr leben)[2]
- Mój testament dla zdrowych i chorych
- Kodycyl do Mojego testamentu dla zdrowych
- Dziecko zdrowe i chore: poradnik dla matek i ojców troskliwych

Aktualnie działają „Związek Lekarzy Kneippa” (ok. 1000 członków) oraz „Konfederacja Kneippa” (ok. 250 tys. członków).